# Brădeanu
Brădeanu je rumunská obec v župě Buzău, asi 100 km severovýchodně od Bukurešti. Žije zde přibližně 2 100 obyvatel. Obec se skládá ze tří částí.

## Části obce
- Brădeanu – 923 obyvatel
- Mitropolia – 393 obyvatel
- Smârdan – 761 obyvatel